# 北京工人体育场
39°55′46.3″N 116°26′28.1″E / 39.929528°N 116.441139°E

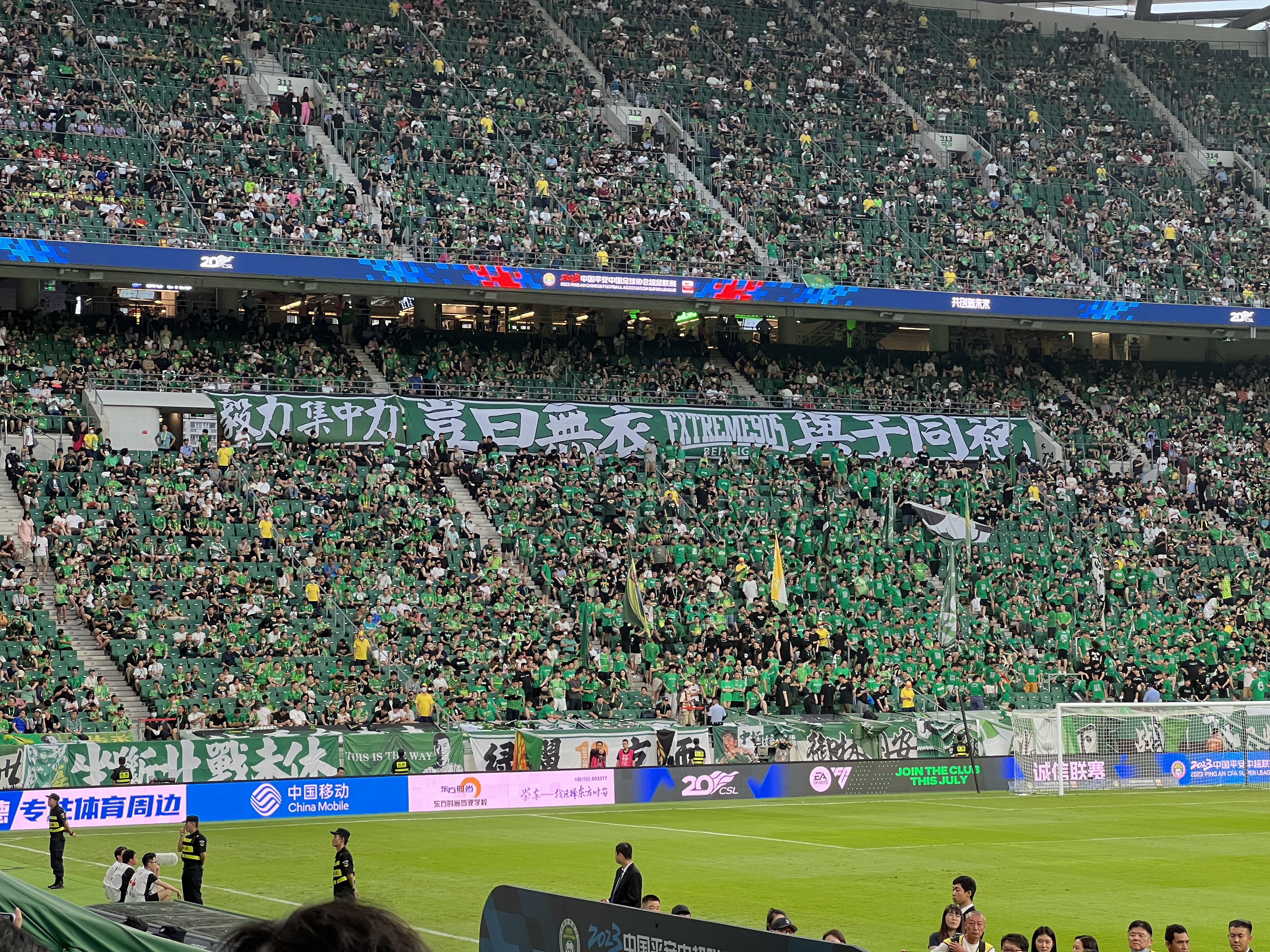
北京工人體育場內的北京国安足球俱乐部球迷

北京工人体育场，简称工体，座落于北京市朝阳区工人体育场北路，占地35公顷，建成于1959年，是著名的北京十大建筑之一，是北京乃至中国第一座大型综合性体育场，曾为中国规模最大的综合性体育场，是国内外众多重要体育赛事和文艺活动的举办地。1996年起，被长期作为北京国安足球俱乐部的主场。为承办2023年亚洲杯开、闭幕式和决赛，馆场原址拆除重建为世界级专业足球场，“新工体”于2023年4月正式启用。

## 历史
中华人民共和国成立后，首都北京缺乏大型的运动场地。1956年5月31日，北京工人体育场筹建委员会举行，投资总额为1700万元，由中华全国总工会出资1400万元、北京市总工会出资300万元。1958年7月，工人体育场在北京东郊的一片芦苇塘上动工，1958年9月，被确定为“首都工人阶级向中华人民共和国成立10周年的献礼工程”。为填平7米的地势落差，运用的土方高达50多万立方米，为了保证工程进度，当时北京市的七家建筑工程公司在此举行现场竞赛。工程还得到全国19个省、市的支援。
1959年8月31日，北京工人体育场建成并正式投入使用，工程从奠基至完工仅用时11个月零13天，被称为“芦苇坑上的奇迹”。该运动场是中国当时最大的综合性体育场，能容纳8万名观众。1959年9月4日，举办启用后的首场比赛——第一届全运会的两场足球比赛。1959年9月13日，中华人民共和国第一届运动会在北京工人体育场开幕，也是北京工人体育场启用以来的首个体育盛事。此后，第二届、第三届、第四届、第七届全运会相继在此举行。
1970年，在一打三反运动高潮中，在工人体育场举行十万人的公审大会，遇罗克、王佩英等二十名“现行反革命分子”被宣判死刑，并立即执行。
- 1959年的北京工人體育場
- 1965年中华人民共和国第二届运动会
- 北京工人体育场卫星照片。(1967-09-20)
- 1967年4月20日北京市革命委员会成立和庆祝大会
- 1967年4月20日北京市革命委员会成立和庆祝大会

1977年7月30日，时任中共中央副主席、国务院副总理、解放军总参谋长邓小平观看了在北京工人体育场举行的香港足球队同中国青年足球队比赛，成为邓小平在中共十届三中全会复出后的首次公开亮相。
1987年，作为第十一届亚运会主体育场，北京工人体育场开始大规模改建，包括建筑结构加固、内外装修、看台改装、通讯和照明设备更新等，其中看台上的56排长条凳座位被替换为红、绿、蓝、黄、棕五种颜色的玻璃钢材质座椅和坐垫。
1990年代起，北京国安足球俱乐部在北京工人体育场举行的多场国际足球友谊赛中，战胜过AC米兰、阿森纳、弗拉门戈、格雷米奥等国际著名球队，1996年起更被长期作为北京国安足球俱乐部主场，被视为北京球迷的“圣地”，有“圣工体”之称。
1999年8月，台湾歌手張惠妹在北京工人體育場举办个人演唱会，成为在北京工人體育場開個唱的第一人；最高票價2000元人民幣，創流行歌手在北京開個唱的最高價；售票達6萬餘張，創北京單場演出觀眾人數的最高紀錄。
2006年4月18日，为了顺利承办北京奥运会足球比赛，工体再次进行大规模整修，按照7度抗震设防标准进行了全面的结构加固，将原有的72,111个坐席缩减为64,000个，拆除了原亚运会主火炬台，并且增加了高标准休息室以及可旋转超大显示屏幕等新设施，体育场灯光实现无影照明。在2008年北京奥运会期间，此处进行了足球比赛的四分之一决赛、半决赛與女子足球決賽。
- 2008年北京奥运会期间的工人体育场
- 2008年北京奥运会期间的工人体育场
- 2010年改造后的工人体育场内部，在主看台前排有增加座位，使之距离场地更近，优化球迷观赛体验
- 北京工人體育場內的北京国安足球俱乐部球迷

### 改造复建
- 在2021年中國國際服務貿易交易會上展出的新工体模型
- 2020年改造现场
- 2022年10月改造进度
- 2023年改造完成的球场内部

2019年，在中国成功申办2023年亚洲杯足球赛后，根据亚足联对比赛场馆的要求，北京市有关部门决定将建筑使用时限到期、并且足球文化底蕴深厚的工人体育场改造为专业足球场。经过综合考虑后决定采取“保护性改造复建”，将原工人体育场全部拆除，遵照“传统外观、现代场馆”的原则，在原址上建造一座全新的现代化足球场（被称为“新工体”）。2019年12月1日，在举行2019年中超联赛北京中赫国安对山东鲁能泰山的比赛后，老工体宣布正式谢幕。
2020年8月5日，工人体育场改造复建工程正式进入现场施工阶段，体育场主体建筑已完全拆除，改造后的工体保持原有椭圆形造型、外立面形式和比例、特色元素不变，顶部增加罩棚，并在场馆内部进行多处优化，改造工程由北京建工集团负责，大部分结构采用清水混凝土工艺，是国内最大的清水混凝土单体建筑。2021年12月，工程主体结构封顶。2022年12月31日，《踏上新征程——2023BRTV跨年之夜》跨年晚会在北京卫视播出，是改造后的工人体育场首次亮相。2023年1月6日，“新工体”落成，成为中国首批、北京首座国际标准专业足球场。2023年3月31日，北京工人体育场改造复建工程（“新工体”）通过竣工验收。
2023年4月15日，“你好，新工体！” 新工体整体亮相活动在北京工人体育场举办，标志着北京工人体育场改造复建后正式投入使用，当天，2023年中国足球超级联赛开幕式在新工体举行，其后北京国安与梅州客家的第1轮比赛成为新工体承办的首场赛事。
2023年6月15日，工体承办复建完成后的首场国际比赛，卡塔尔世界杯冠军阿根廷队与澳大利亚队进行国际足球邀请赛。比賽期間，一名球迷闯入场内，导致比赛中断1分多钟，随后被保安抬出球场。梅西在此打入个人职业生涯最快进球，耗时81秒，帮助阿根廷以2:0战胜澳大利亚。赛后，梅西率阿根廷全队向中国球迷致谢，这是阿根廷队首次向非阿根廷国籍球迷谢场。闖入球場的球迷最終被行政拘留並被判十二个月内不得进入体育场馆观看同类比赛。

## 举行过的重大比赛
- 歷届全运会（第1、2、3、4、7届）
- 1986年世界盃亞洲區外圍賽東亞區第4A小組第六輪
- 第11届亚运会
- 第21届世界大学生运动会
- 第6届远南残疾人运动会
- 2004年亚洲杯足球赛
- 长城杯国际足球邀请赛
- 柯达杯足球赛（1985年）
- 2008年夏季奥林匹克运动会足球比赛
- 2009年巴克萊英超亞洲錦標賽
- 2014年法国超级杯北京赛
- 2023足球冠军行（国际足球邀请赛·阿根廷vs澳大利亚）

## 演唱會
- 1999年8月6日 張惠妹《妹力99世界巡迴演唱會》
- 2000年10月8日 《新世紀成功之夜——反盜維權中國華語原創力量總動員大型演唱會》
- 2002年6月28日 張學友《音樂之旅世界巡迴演唱會》
- 2002年9月28日 F4《北京5.27大型演唱會》
- 2003年8月23日 Beyond 《BEYOND超越BEYOND LIVE 2003 北京演唱会》
- 2003年9月5日 張信哲《弦情四季交響音樂會》
- 2003年9月12日 周杰倫《The One巡迴演唱會》
- 2003年10月6日 李玟《So Crazy中國巡迴演唱會》
- 2004年6月12日 譚詠麟×李克勤《左麟右李2004開心演唱會》
- 2004年8月28日 王菲《菲比尋常巡迴演唱會》
- 2004年10月9日 劉德華《Vision Tour幻影中國巡迴演唱會》
- 2005年7月9日 周杰倫《無與倫比巡迴演唱會》
- 2005年9月23日 S.H.E《奇幻樂園世界巡迴演唱會》
- 2005年11月5日 五月天《Final Home 當我們混在一起 世界巡迴演唱會》
- 2007年12月24日 信《從信出發，信我就是我 聖誕演唱會》
- 2008年5月1日 周杰倫《2007世界巡迴演唱會》
- 2008年9月28日 陳奕迅《Eason's Moving On Stage世界巡迴演唱會》
- 2009年4月18日 縱貫線《2009年世界巡迴演唱會》
- 2009年7月11日  东方神起 《东方神起第三次亚洲巡回演唱会(The 3rd Asia Tour - MIROTIC）》
- 2009年7月18日 陳奕迅《Eason's Moving On Stage世界巡迴演唱會 Part II》
- 2009年8月15日 孫燕姿《答案是世界巡迴演唱會》
- 2009年8月22日 王力宏《Sony Ericsson MUSIC-MAN世界巡迴演唱會》
- 2009年10月24日 潘瑋柏《I'm Will 潘瑋柏未來世界巡迴演唱會》
- 2010年5月2日 五月天《D.N.A創造世界巡迴演唱會（變形D.N.A無限放大版）》
- 2010年7月3日 周杰倫《超時代世界巡迴演唱會》
- 2010年8月27日 黑豹樂隊《怒放！搖滾英雄演唱會》首站
- 2011年4月23日 劉德華《Unforgettable中國巡迴演唱會》
- 2011年5月28日 蔡依林《Myself世界巡迴演唱會》
- 2011年9月16日 SMAP《We are SMAP! 2011北京演唱會 加油日本！感謝中國！－亞洲一家－項目》
- 2011年9月29日 陳奕迅《DUO世界巡迴演唱會》
- 2012年5月6日 張學友《1/2世紀世界巡迴演唱會》
- 2012年6月30日 張惠妹《AMeiZING 15週年世界巡迴演唱會》
- 2012年9月2日 汪峰《存在全國超級巡迴演唱會》
- 2013年4月30日 鳳凰傳奇《鳳凰傳奇 “我是傳奇”北京工體演唱會》
- 2014年5月17日 王傑《王者歸來世界巡迴演唱會》
- 2014年5月24日 周杰倫《魔天倫2世界巡迴演唱會》
- 2014年7月12日 孫燕姿《克卜勒世界巡迴演唱會》
- 2014年8月16日 陳奕迅《EASON's LIFE世界巡迴演唱會》
- 2014年10月19日 YG娛樂《YG FAMILY 2014 GALAXY TOUR : POWER》
- 2015年4月25日 周華健《今天唱什麼世界巡迴演唱會》
- 2015年5月9日 蘇打綠《再遇見世界巡迴演唱會》
- 2015年8月1日 鄧紫棋《G.E.M. X.X.X. Live 世界巡迴演唱會 Part II》
- 2015年10月11日 張惠妹《烏托邦世界巡城演唱會》
- 2016年7月16日 張杰《我想世界巡迴演唱會》
- 2016年8月6日 《“歲月流歌”華語樂壇30年經典金曲巡迴演唱會》
- 2017年8月25-26日 周杰倫《地表最強世界巡迴演唱會》
- 2018年7月14日 薛之謙《摩天大樓世界巡迴演唱會》
- 2018年8月24日 TFBOYS 《开始想像tfboys五周年演唱會》
- 2018年9月22日 莫文蔚 《絕色莫文蔚25週年世界巡迴演唱會》
- 2018年10月6日 鹿晗 《2018 Re:X 巡回演唱会》
- 2024年8月31日 告五人《宇宙超有趣 2024 SUPER LIVE TOUR 新世界巡迴演唱會》
- 2024年9月7日 楊千嬅《MY TREE OF LIVE世界巡迴演唱會》
- 2025年5月24日 林憶蓮《迴響 Resonance 2025 巡迴演唱會》

## 交通
- 北京地鐵2號綫、3號綫 東四十條站
- 北京地鐵3號綫、17號綫 工人体育场站
- 北京地鐵3號綫、10號綫 团结湖站
- 北京公交110路， 113路， 115路， 117路， 118路， 120路等

## 外部連結
- 新工体官方网站（2023年4月启用） （页面存档备份，存于）
- 北京工体中心官方网站

| 前任： 无；首届赛事    | 中华人民共和国全国运动会 开幕式场地 1959/1965/1975/1979 | 繼任： 江湾体育场 上海 |
| 前任： 天河体育场 广州 | 中华人民共和国全国运动会 开幕式场地 1993                | 繼任： 上海体育场 上海 |